# Liste österreichischer Stummfilme
Die Liste österreichischer Stummfilme soll eine chronologische und repräsentative Übersicht über das österreichische Stummfilmschaffen (rund 1000 kurze wie lange Spielfilme sowie hunderte Kurzdokumentarfilme) darstellen. Österreichische Filme der Tonfilmära sind in der Liste österreichischer Tonfilme eingeordnet. Als repräsentative Filme sollen hier sowohl für ihre Zeit typische, als auch außergewöhnliche österreichische Produktionen gelten. Ferner auch an Filmfestspielen ausgezeichnete, vielbesuchte, oder von der Kritik besonders hervorgehobene Produktionen. Kurzfilme sollten nur erwähnt werden, wenn sie ausgezeichnet wurden, oder aus einem anderen Grund über ihre Zeit hinaus von Bedeutung sind. Zum Beispiel besonders aufwändige oder auf besonders großes öffentliches bzw. mediales Interesse gestoßene Produktionen.
Angegeben werden neben dem Produktionsjahr, der Titel, das Genre, der/die Regisseur/in, die Produzenten und/oder die Produktionsfirma sowie in der Anmerkungen-Zeile evtl. bekannte Alternativtitel und Nominierungen für, und Auszeichnungen mit Filmpreisen, wobei ab etwa zwei Nominierungen bzw. Auszeichnungen nur noch die wichtigsten angegeben werden sollten. In der Produktion-Zeile sollen auch die Partnerländer bei internationalen Koproduktionen angegeben werden. Bei der Sortierung werden Artikel (ein, eine, einer, der, die und das), falls vorhanden, nicht als Lemma herangezogen.

## 1906–1910
| Jahr | Titel                             | Genre                     | Regisseur        | Produktion                                                 | Hauptdarsteller                          |
| ---- | --------------------------------- | ------------------------- | ---------------- | ---------------------------------------------------------- | ---------------------------------------- |
| 1907 | Am Sklavenmarkt                   | Erotikfilm (Kurzfilm)     | Johann Schwarzer | Saturn-Film                                                | unbekannt                                |
| 1907 | Eine moderne Ehe                  | Erotikfilm (Kurzf.)       | Johann Schwarzer | Saturn-Film                                                | unbekannt                                |
| 1909 | Die Kaisermanöver in Mähren       | Kino-Bericht              |                  | Photobrom G.m.b.H.                                         | (Kaiser Wilhelm und Kaiser Franz Joseph) |
| 1910 | Die Ahnfrau                       | Literaturverfilmung/Drama | Jakob Fleck      | Erste österreichische Kinofilms-Industrie                  |                                          |
| 1910 | Die böse Schwiegermutter          | „komischer Kurzfilm“      | Anton Kolm       | Erste österreichische Kinofilms-Industrie                  | Oscar Sabo                               |
| 1910 | Der Faschingszug in Ober-St. Veit | Kino-Bericht              | Anton Kolm       | Erste österreichische Kinofilms-Industrie (Erstproduktion) |                                          |

## 1911–1915
| Jahr                             | Titel                                                                  | Genre                                                                             | Regisseur                                       | Produktion                              | Hauptdarsteller                                                 |
| -------------------------------- | ---------------------------------------------------------------------- | --------------------------------------------------------------------------------- | ----------------------------------------------- | --------------------------------------- | --------------------------------------------------------------- |
| 1911                             | Der Dorftrottel                                                        | Drama                                                                             | Jakob Fleck, Luise Fleck                        | Wiener Kunstfilm                        |                                                                 |
| 1911                             | Die Glückspuppe                                                        | Drama                                                                             | Jakob Fleck, Luise Fleck, Anton Kolm, C. Veltée | Wiener Kunstfilm                        |                                                                 |
| 1911                             | Hoffmanns Erzählungen                                                  |                                                                                   | Jakob Fleck, Luise Fleck, Anton Kolm, C. Veltée | Wiener Kunstfilm                        |                                                                 |
| 1911                             | Der Müller und sein Kind I                                             | Drama                                                                             | Adolf Gärtner                                   | Messters Projektion GmbH (D-Ö-Koprod.)  | Henny Porten, Friedrich Zelnik, Curt A. Stark                   |
| 1911                             | Der Müller und sein Kind II                                            | Drama                                                                             | Walter Friedemann                               | Wiener Kunstfilm                        | Max Bing                                                        |
| 1911                             | Mutter – Tragödie eines Fabriksmädels                                  | Drama                                                                             |                                                 | Wiener Kunstfilm                        |                                                                 |
| 1911                             | Nur ein armer Knecht                                                   | Drama                                                                             |                                                 | Wiener Kunstfilm                        |                                                                 |
| 1911                             | Typen und Szenen aus dem Wiener Volksleben                             | Dokumentarfilm                                                                    | Anton Kolm                                      | Wiener Kunstfilm                        | u. a. Edmund Guschelbauer                                       |
| 1912                             | Das Gänsehäufel                                                        | Dokumentarfilm                                                                    |                                                 | Wiener Kunstfilm                        |                                                                 |
| 1912                             | Die Gewinnung des Erzes am steirischen Erzberg in Eisenerz (ca. 6 min) | Dokumentarfilm                                                                    | Sascha Kolowrat-Krakowsky                       | Sascha-Film                             |                                                                 |
| 1912                             | Kaiser Joseph II.                                                      | Geschichtsfilm                                                                    |                                                 | Sascha-Film                             | Else Heller                                                     |
| 1912                             | Karl Blasel als Zahnarzt                                               | „komischer Kurzfilm“                                                              | Anton Kolm                                      | Wiener Kunstfilm                        | Karl Blasel                                                     |
| 1912                             | Das Mirakel (I)                                                        | Literaturverfilmung                                                               | Max Reinhardt, Cherry Kearton                   | Max Reinhardt (Ö-D-Koprod.)             | Maria Carmi, Douglas Payne, Josef Klein                         |
| 1912                             | Die Musikantenlene                                                     | Komödie                                                                           | Felix Dörmann                                   | Vindobona Film                          | Eugenie Bernay                                                  |
| 1912                             | Die tolle Teresina                                                     | Komödie                                                                           | Felix Dörmann                                   | Vindobona Film                          | Mela Mars                                                       |
| 1912                             | Trilby                                                                 | Drama                                                                             | Jakob Fleck, Luise Fleck, Anton Kolm, C. Veltée | Wiener Kunstfilm                        |                                                                 |
| 1912                             | Der Unbekannte (1912) (erster Großfilm)                                | Kriminaldrama                                                                     | Luise Fleck                                     | Wiener Kunstfilm                        | Eugenie Bernay, Claire Wallentin, Karl Blasel, Viktor Kutschera |
| 1912                             | Die Zirkusgräfin (ca. 30 min)                                          | Komödie                                                                           | Felix Dörmann                                   | Vindobona Film                          | Eugenie Bernay, Felix Dörmann                                   |
| 1913 (uraufgeführt: 19. Sept.)   | Die Hochzeit von Valeni                                                |                                                                                   | Marco Brociner, Ludwig Ganghofer                | Wiener Kunstfilm                        |                                                                 |
| 1913                             | Der hungrige Ritter                                                    | Kinoplastikon (= Leinwand auf einer Bühne: Film- u. Theatervorführung kombiniert) |                                                 | Wiener Kunstfilm                        |                                                                 |
| 1913                             | Johann Strauß an der schönen blauen Donau                              | Dokumentar-/Spielfilm                                                             |                                                 | Wiener Kunstfilm                        | Hansi Niese, Ilka Palmay u. v. a.                               |
| 1913                             | König Menelaus im Kino                                                 | Kinoplastikon                                                                     | Hans Otto Löwenstein                            | Wiener Kunstfilm                        | Max Nekut                                                       |
| 1913                             | Der Millionenonkel (ca. 60 min)                                        | Komödie                                                                           | Sascha Kolowrat-Krakowsky                       | Sascha-Film                             | Alexander Girardi                                               |
| 1913                             | Speckbacher                                                            | Historienfilm                                                                     | Pierre Paul Gilmanns                            | Jupiter Film                            | 2000 Statisten und Schauspieler der Exl-Bühne                   |
| 1913                             | Wiener Typen                                                           | Dokumentarfilm                                                                    | Josef Halbritter (Kameramann)                   | Columbia Film od. Jupiter-Film          |                                                                 |
| 1913 (Uraufgeführt am 12. Sept.) | Das Zauberlied                                                         | Drama (aus dem Balkankrieg)                                                       | Marco Brociner                                  | Wiener Kunstfilm                        |                                                                 |
| 1914                             | Frau Gertrud Namenlos                                                  | Drama                                                                             | Jakob Fleck                                     | Wiener Kunstfilm                        | Max Neufeld, Hansi Niese                                        |
| 1914                             | Ein Tag im Leben einer schönen Frau                                    | Erotikfilm                                                                        | Felix Dörmann                                   | Vindobona Film                          |                                                                 |
| 1914                             | Der Pfarrer von Kirchfeld                                              | Drama                                                                             | Jakob Fleck, Luise Fleck                        | Wiener Kunstfilm                        | Ludwig Trautmann, Max Neufeld                                   |
| 1914                             | Svengali                                                               | Drama                                                                             | Jakob Fleck                                     | Wiener Kunstfilm                        | Ferdinand Bonn                                                  |
| 1915                             | Das andere ich                                                         |                                                                                   | Fritz Freisler                                  | Sascha-Film                             | Magda Sonja                                                     |
| 1915                             | Das Kriegspatenkind                                                    | Propagandafilm                                                                    | Alfred Deutsch-German und/oder Emil Leyde       | Robert Müller-Film                      |                                                                 |
| 1915                             | Mit Herz und Hand fürs Vaterland                                       | Propagandafilm                                                                    | Jakob Fleck, Luise Fleck                        | Wiener Kunstfilm                        | Hubert Marischka, Liane Haid, Max Neufeld                       |
| 1915                             | Der Meineidbauer                                                       | Drama                                                                             | Jakob Fleck, Luise Fleck                        | Wiener Kunstfilm                        | Hermann Benke, Viktoria Pohl-Meiser, Karl Baumgartner           |
| 1915                             | Der Traum eines österreichischen Reservisten                           | Propagandafilm                                                                    | Jakob Fleck, Luise Fleck                        | Wiener Kunstfilm                        |                                                                 |
| 1915                             | Zwei Freunde                                                           | Liebesfilm                                                                        |                                                 | Österreichisch-ungarische Kinoindustrie | Fern Andra, Otto Tressler                                       |

## 1916–1920
| Jahr | Titel                                                       | Genre                                   | Regisseur                | Produktion         | Hauptdarsteller                                         |
| ---- | ----------------------------------------------------------- | --------------------------------------- | ------------------------ | ------------------ | ------------------------------------------------------- |
| 191? | Siegreich durch Serbien                                     | Propagandafilm                          |                          | Sascha-Film        |                                                         |
| 1916 | Mit Gott für Kaiser und Reich                               | Propagandafilm                          | Jakob Fleck, Luise Fleck | Wiener Kunstfilm   | Liane Haid, Hermann Benke, Josephine Josephi            |
| 1917 | Im Banne der Pflicht                                        | Literaturverfilmung                     | Jakob Fleck, Luise Fleck | Wiener Kunstfilm   | Wilhelm Klitsch, Karl Baumgartner, Marie Marchal        |
| 1917 | Der Schandfleck                                             | Literaturverfilmung                     | Jakob Fleck, Luise Fleck | Wiener Kunstfilm   | Liane Haid, Karl Ehmann, Anton Tiller                   |
| 1917 | Die Schlange der Leidenschaft                               |                                         | Jakob Fleck, Luise Fleck | Wiener Kunstfilm   | Wilhelm Klitsch, Thea Rosenquist, Karl Ehmann           |
| 1917 | Mir kommt keiner aus                                        | Komödie                                 | Jakob Fleck, Luise Fleck | Wiener Kunstfilm   | Liane Haid, Hubert Marischka                            |
| 1917 | Der Verschwender (bisher längste Produktion mit 3400 Meter) |                                         | Jakob Fleck, Luise Fleck | Wiener Kunstfilm   | Wilhelm Klitsch, Liane Haid, Hans Rhoden, Marie Marchal |
| 1918 | Der Doppelselbstmord                                        |                                         | Jakob Fleck, Luise Fleck | Wiener Kunstfilm   |                                                         |
| 1918 | Die Geißel der Menschheit                                   | Aufklärungsfilm                         | Jakob Fleck, Luise Fleck | Wiener Kunstfilm   | Hedda Bock, Gretl Russ                                  |
| 1918 | Das Kind meines Nächsten                                    | Propagandafilm                          | Einar Zangenberg         | A-Zet-Film         | Gisela Werbezirk, Dora Kaiser, Franz Glawatsch          |
| 1918 | Die Macht des Anderen                                       |                                         | Erwin Baron              | Leyka-Film         |                                                         |
| 1918 | Der Mandarin (61 min)                                       |                                         | Fritz Freisler           | Sascha-Film        | Harry Walden, Carl Goetz                                |
| 1918 | Der Märtyrer seines Herzens                                 | Literaturverfilmung                     | Emil Justiz              | Sascha-Meßter-Film | Fritz Kortner                                           |
| 1919 | Die Ahnfrau                                                 | Literaturverfilmung                     | Jakob Fleck, Luise Fleck | Wiener Kunstfilm   | Liane Haid, Max Neufeld                                 |
| 1919 | Inferno                                                     |                                         | Paul Czinner             | Pax-Film           | Franz Herterich, Grete Lundt                            |
| 1919 | Die Jüdin von Toledo                                        | Literaturverfilmung                     | Jakob Fleck, Luise Fleck | Wiener Kunstfilm   | Thea Rosenquist, Liane Haid                             |
| 1919 | Der ledige Hof                                              | Literaturverfilmung nach L. Anzengruber | Max Neufeld              |                    |                                                         |
| 1919 | Lilith und Ly                                               | Horrorfilm                              | Erich Kober              | Fiat Films         | Elga Beck, Ernst Escherich, Franz Kammauf               |
| 1919 | Schwarze Augen                                              |                                         | Ludwig Loibner           | Mitropa-Musikfilm  |                                                         |
| 1919 | Der Sprung in die Ehe                                       |                                         |                          | Alpin-Film         | Ernst Arnold                                            |
| 1920 | Eva, die Sünde                                              |                                         | Jakob Fleck, Luise Fleck | Wiener Kunstfilm   | Liane Haid, Max Neufeld                                 |
| 1920 | Der Feuertod                                                |                                         | Franz Ferdinand          |                    | Karl Baumgartner, Franz Ferdinand                       |
| 1920 | Großstadtgift                                               |                                         | Jakob Fleck, Luise Fleck | Wiener Kunstfilm   | Karl Ehmann, Dora Kaiser                                |
| 1920 | Der Leiermann                                               |                                         | Jakob Fleck, Luise Fleck | Wiener Kunstfilm   | Liane Haid, Josef Bergauer                              |
| 1920 | Prinz und Bettelknabe                                       | Literaturverfilmung                     | Alexander Korda          | Sascha-Film        | Tibi Lubinsky                                           |

## 1921–1925
| Jahr | Titel                                                | Genre                    | Regisseur                | Produktion                             | Hauptdarsteller                                       |
| ---- | ---------------------------------------------------- | ------------------------ | ------------------------ | -------------------------------------- | ----------------------------------------------------- |
| 1921 | Die Festspiele 1921                                  | Dokumentarfilm           |                          | Salzburger Kunstfilm                   | Alexander Moissi, Hedwig Bleibtreu, Werner Krauß      |
| 1921 | Frau in Weiß                                         | Literaturverfilmung      | Jakob Fleck, Luise Fleck | Wiener Kunstfilm                       | Liane Haid                                            |
| 1921 | Kaiser Karl                                          | Drama                    | Hans Otto Löwenstein     | Löwenstein Film                        | Josef Stätter, Grit Haid, Louise Seemann              |
| 1921 | Theodor Herzl, der Bannerträger des jüdischen Volkes | Geschichtsfilm           |                          |                                        | Joseph Schildkraut, Rudolph Schildkraut, Ernst Bath   |
| 1921 | Um Haus und Hof                                      | Literaturverfilmung      | Eduard Köck              | Tiroler-Heimatfilm                     | Schauspieler der Exl-Bühne                            |
| 1922 | Die Beichte eines Mönchs                             | Literaturverfilmung      |                          |                                        | Magda Sonja, Max Neufeld, Friedrich Fehér             |
| 1922 | Der Marquis von Bolivar                              | Literaturverfilmung      | Friedrich Porges         |                                        | Hans Schindler                                        |
| 1922 | Oh, du lieber Augustin                               |                          | Hans Karl Breslauer      |                                        | Hans Effenberger                                      |
| 1922 | Samson und Delila                                    | Monumentalfilm           | Alexander Korda          | Vita-Film                              | María Corda, Alfredo Gal                              |
| 1922 | Sodom und Gomorrha                                   | Monumentalfilm           | Michael Kertész          | Sascha-Film                            | Michael Varkonyi, Liane Haid                          |
| 1922 | Eine versunkene Welt                                 | Drama                    | Alexander Korda          | Sascha-Film                            | Karl Baumgartner, Ernst Arndt                         |
| 1923 | Irrlichter der Tiefe                                 |                          | Fritz Freisler           | Freisler-Film                          | Anita Berber, Nora Gregor                             |
| 1923 | Der junge Medardus                                   | Monumentalfilm           | Michael Kertész          | Sascha-Film                            | Victor Varconi                                        |
| 1923 | Lieb’ mich und die Welt ist mein                     |                          | Hans Karl Breslauer      |                                        |                                                       |
| 1923 | Tänze des Grauens, des Lasters und der Ekstase       | Dokumentarfilm           | Fritz Freisler           |                                        | Anita Berber                                          |
| 1924 | Harun al Raschid                                     |                          | Michael Kertész          | Sascha-Film                            | Adolf Weisse, Mary Kid                                |
| 1924 | Moderne Laster                                       | Drama                    | Leopold Niernberger      | Sascha-Film                            | Heinz Fischer, Nora Gregor                            |
| 1924 | Orlac’s Hände                                        | Kriminalfilm, Horrorfilm | Robert Wiene             | Pan Film                               | Conrad Veidt, Fritz Kortner, Alexandra Sorina         |
| 1924 | Pflicht und Ehre                                     |                          | Alfred Deutsch-German    |                                        |                                                       |
| 1924 | Die Sklavenkönigin (70 min)                          | Monumentalfilm           | Michael Kertész          | Sascha-Film                            | Hans Marr, María Corda                                |
| 1924 | Die Stadt ohne Juden                                 | Drama                    | Hans Karl Breslauer      | Walterskirchen und Bittner             | Johannes Riemann, Anna Milety, Hans Moser, Karl Thema |
| 1924 | Die Tragödie des Carlo Pinetti                       |                          |                          | Salzburger Kunstfilm                   | Alphons Fryland                                       |
| 1925 | Frauen aus der Wiener Vorstadt                       | Drama                    | Heinz Hanus              | Hanus-Film                             | Paul Askonas, Carmen Cartellieri, Bertha Danegger     |
| 1925 | Leibfiaker Bratfisch                                 | Geschichtsfilm           | Hans Otto Löwenstein     |                                        |                                                       |
| 1925 | Oberst Redl                                          | Drama                    | Hans Otto Löwenstein     |                                        |                                                       |
| 1925 | Salambo – Der Kampf um Karthago                      | Monumentalfilm           | Pierre Marodon           | Aubert (F)/Sascha-Film                 | Jeanne de Balzac, Rolla Norman, Adolf Weisse          |
| 1925 | Das Spielzeug von Paris                              |                          | Michael Kertész          | Deutsche Film Gesellschaft/Sascha-Film | Lili Damita, Hugo Thimig, Eric Barclay                |

## 1926–1930
| Jahr | Titel                            | Genre           | Regisseur                                      | Produktion                       | Hauptdarsteller                                               |
| ---- | -------------------------------- | --------------- | ---------------------------------------------- | -------------------------------- | ------------------------------------------------------------- |
| 1926 | Der Rosenkavalier                | Opernverfilmung | Robert Wiene                                   | Pan-Film                         | Elly Felicie Berger, Michael Bohnen                           |
| 1927 | Café Elektric                    | Drama           | Gustav Ucicky                                  | Sascha-Film                      | Willi Forst, Marlene Dietrich                                 |
| 1927 | Der Geisterzug                   |                 | Géza von Bolváry                               | Ö/GB                             |                                                               |
| 1927 | Die Pratermizzi                  | Komödie         | Eduard von Borsody, Karl Leiter, Gustav Ucicky | Sascha-Film                      | Anny Ondra, Nita Naldi, Igo Sym                               |
| 1927 | Das Mädchen ohne Heimat          |                 | Constantin David                               |                                  |                                                               |
| 1927 | Sacco und Vanzetti               | Drama           | Alfréd Deésy                                   | Gans-Film (Ö-HUN-Koprod.)        | Paul Askonas, Louis V. Arco, Mizzi Griebl                     |
| 1928 | Andere Frauen                    | Drama           | Heinz Hanus                                    | Otto Spitzer Film/Sascha-Film    | Oskar Beregi, Vivian Gibson, Mizzi Griebl                     |
| 1928 | Das Schicksal derer von Habsburg | Geschichtsfilm  | Rolf Raffé                                     | Essem-Film/Leo-Film              | Fritz Spira, Alphons Fryland, Franz Kammauf, Leni Riefenstahl |
| 1929 | Das Annerl von Aussee            | Komödie         | Josef Halbritter                               | Halbritter-Film                  |                                                               |
| 1930 | Eine Dirne ist ermordet worden   | Drama           | Conrad Wiene                                   | Gold-Film                        | Mary Kid, El' Dura, Iwan Kowal-Samborski                      |
| 1930 | Eros in Ketten                   | Erotikfilm      |                                                |                                  |                                                               |
| 1930 | Vagabund                         | Neorealismus    | Fritz Weiss                                    | Arbeitsgemeinschaft „Neuer Film“ | Walter Edhofer, Otto Hartmann, Paula Pflüger                  |